# BD-08°2823 b
BD-08°2823 b 또는 HIP 49067 b는 K형 주계열성 BD-08° 2823을 돌고 있는 외계 행성이다. 이 행성은 지구로부터 육분의자리 방향으로 약 137광년 떨어진 곳에 있다. b의 최소 질량은 지구 질량의 약 14배이며 항성으로부터 0.056 천문 단위 떨어져서 약 5.6일에 1회 공전한다. 질량과 거리로 보아 b는 뜨거운 해왕성일 가능성이 높다. 2009년 라 실라 천문대에서 HARPS 프로젝트에 의해 발견되었다. 같은 날 형제 행성 BD-08°2823 c를 포함한 29개의 다른 행성들이 함께 발견되었다.

## 참고 문헌
- Hebrard;  외. (2009). “The HARPS search for southern extra-solar planets⋆ XX. Planets around the active star BD -08 2823”. 《Astronomy & Astrophysics》. arXiv:0912.3202.

좌표:  10h 00m 47.7213s, −09° 31′ 00.046″